# Veerabhadran Ramanathan

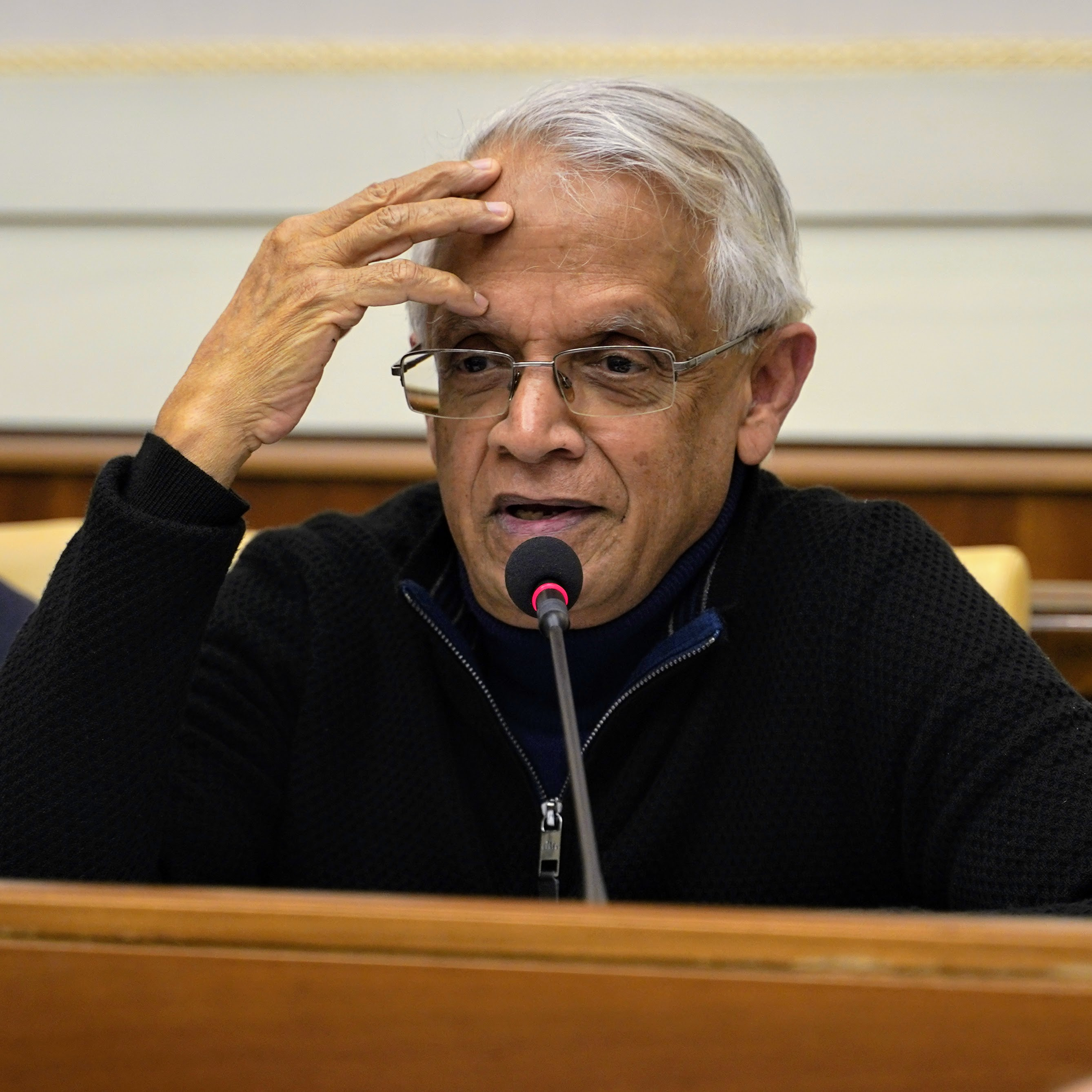
Veerabhadran Ramanathan, 2020

Veerabhadran Ramanathan född 1944, är en indisk-amerikansk forskare inom atmosfärvetenskap.
Ramanathan utbildade sig ursprungligen till ingenjör i Indien och tog 1965 bachelorexamen vid Annamalai University och 1970 masterexamen vid en:Indian Institute of Science. Han blev 1974 Ph.D. i atmosfärvetenskap vid State University of New York, en:Stony Brook, New York. Från 1990 har han varit verksam vid University of California, San Diego som professor vid Scripps Institution of Oceanography.
Hans forskningsområde omfattar bland annat atmosfärens strålningsbalans, växthuseffekten hos olika gaser, samt rollen av moln  och effekter av stoftmoln, det sistnämnda bland annat tillsammans med Paul Crutzen.
Ramanathan har varit medlem av FN:s klimatpanel (IPCC) sedan den skapades.
Han invaldes 2002 i The National Academy of Sciences, och 2008 som utländsk ledamot av Kungliga Vetenskapsakademien. År 2002 tilldelades han det amerikanska meteorologisamfundets finaste utmärkelse Carl-Gustaf Rossby-medaljen.